# Пуховка (Поставский район)
Пуховка (белор. Пухаўка) — деревня в Новосёлковском сельсовете Поставского района Витебской области Белоруссии. Население — 1 человек (2019).

## География
Деревня расположена в 14 км от города Поставы и в 4 км от центра сельсовета.

## История
17 января 1761 года Пуховка впервые упоминается в уставной грамоте поберлинского старосты Александра Путяты для Тешиловской униатской церкви.
В начале XX века —  в Маньковичской волости Вилейского уезда Виленской губернии.
В 1905 году в деревне Пуховки 308 жителей и 251 десятин земли, в застенке Пуховка 7 жителей и 29 десятин земли.
В результате советско-польской войны 1919—1921 гг. деревня оказалась в составе Срединной Литвы.
С 1922 года — в составе Маньковичской гмины Дуниловичского повета Виленского воеводства Польши (II Речь Посполитая).
В сентябре 1939 года деревня была присоединена к БССР силами Белорусского фронта РККА.
С 15 января 1940 года — в Лучайском сельсовете Поставского района. Вилейской области БССР.
В 1941 году - 23 двора, 110 жителей.
В 1947 году — 45 хозяйств.
С 20.01.1960 года - в Поставском районе.
С 17.06.1964 году — в Юньковском сельсовете.
В 1964 году - 39 дворов, 89 жителей.
С 27 сентября 1991 года — в Лукашовском сельсовете.
С 24 августа 1992 года — в Новосёлковском сельсовете.
В 2001 году — 8 дворов, 8 жителей, в колхозе имени Суворова.